# شيريل ديكي
شيريل ديكي (بالإنجليزية: Cheryl Dickey)‏ هي منافسة ألعاب القوى أمريكية، ولدت في 12 ديسمبر 1966 في هيوستن في الولايات المتحدة.

## وصلات خارجية
- شيريل ديكي على موقع الاتحاد الدولي لألعاب القوى (الإنجليزية)
- شيريل ديكي على موقع أوليمبيديا (الإنجليزية)